# Carlisle (Virginia Occidental)
Carlisle es un área no incorporada ubicada dentro del Distrito Valley, una división civil menor del condado de Fayette (Virginia Occidental), Estados Unidos. Está catalogada como un asentamiento humano por la Junta de Nombres Geográficos de los Estados Unidos.
El número de identificación (ID) asignado por el Servicio Geológico de Estados Unidos es 1554074.

## Geografía
Se encuentra a una altitud de 543 metros sobre el nivel del mar (1782 pies) según el conjunto de datos de elevación nacional.